# A szabadság vezeti a népet
A Szabadság vezeti a népet (franciául: La Liberté guidant le peuple [la libɛʁte ɡidɑ̃ lə pœpl]) Eugène Delacroix festménye az 1830-as júliusi forradalom emlékére.
A Szabadság fogalmát, Franciaországot és a Francia Köztársaságot megtestesítő, Marianneként ismert fríg sapkás nő változatos embercsoportot vezet előre egy barikádon és az elesettek holttestén, magasba emelve a francia forradalom zászlaját – a trikolórt, amely azután ismét Franciaország nemzeti zászlaja lett.
A festményt a párizsi Louvre állítja ki.
Delacroix 1830 őszén festette munkáját. Egy október 21-i levelében testvérének ezt írta:
A rossz hangulatom a kemény munkának köszönhetően eltűnik. Egy modern témához – egy barikádhoz – kezdtem. És ha már nem harcoltam a hazámért, legalább festek neki.